# Gagik Ier de Kakhétie
Pour les articles homonymes, voir Gagik Ier.
Gagik Ier de Kakhétie (en géorgien : გაგიკი) est un roi de Kakhétie de 1039 à 1058.
Gagik Ier appartient à une branche cadette de la dynastie des Bagratides d’Arménie. Il est le fils de David Ier de Lorri et de Zoracertel, la sœur de Kviriké III de Kakhétie dont il est l’héritier.
Selon Marie-Félicité Brosset qui prolonge le règne de Kviriké III de Kakhétie jusqu’en 1039, il succède directement à son  oncle. Cyrille Toumanoff estime de son côté que le roi Bagrat IV de Géorgie a annexé pendant 10 ans la Kakhétie à son royaume à la mort de ce même Kviriké III, qu’il date de 1029. 
En tout état de cause, en 1039, la noblesse de Kakhétie rétablit l’indépendance du pays et Gagik Ier est reconnu roi par Bagrat IV de Géorgie.
Pour maintenir sa position pendant tout son règne, Gagik Ier doit manœuvrer en permanence entre le roi Bagrat IV de Géorgie et son plus puissant opposant, le féodal Liparit III Orbéliani. En 1038/1040, il participe à la tentative  infructueuse du roi Bagrat IV de reconquête de Tiflis sur son émir musulman. Plus tard, afin de résister à la pression du roi, il s’allie à Liparit III lors de la révolte de ce dernier en 1046/1047.
Gagik Ier conserve le contrôle de la Kakhétie et de l’Héréthie jusqu’à sa mort et transmet le trône à son fils :
- Aghsartan Ier de Kakhétie